# San Bruno
San Bruno est une ville américaine située dans le nord du comté de San Mateo, dans l'État de Californie. En 2010, sa population est de 41 114 habitants pour une densité de 2 907 hab/km2. La municipalité est adjacente de l'aéroport international de San Francisco, au sud de la ville de San Francisco.
San Bruno est connue pour abriter le siège social de YouTube, leader mondial du partage de vidéos en ligne.

## Démographie
| Groupe            | San Bruno | Californie | États-Unis |
| ----------------- | --------- | ---------- | ---------- |
| Blancs            | 49,5      | 57,6       | 72,4       |
| Asiatiques        | 25,6      | 13,1       | 4,8        |
| Autres            | 12,3      | 17,0       | 6,2        |
| Métis             | 6,6       | 4,9        | 2,9        |
| Océaniens         | 3,4       | 0,4        | 0,2        |
| Afro-Américains   | 2,3       | 6,2        | 12,6       |
| Amérindiens       | 0,6       | 1,0        | 0,9        |
| Total             | 100       | 100        | 100        |
|                   |           |            |            |
| Latino-Américains | 29,2      | 37,6       | 16,7       |

Selon l'American Community Survey pour la période 2010-2014, 50,56 % de la population âgée de plus de 5 ans déclare parler l'anglais à la maison, 21,24 % déclare parler l'espagnol, 8,04 % une langue chinoise, 7,31 % le tagalog, 2,04 % l'hindi, 1,91 % le russe, 1,90 % l'arabe, 1,29 % une langue océanienne (principalement le tongien), 0,61 % le japonais, 0,61 % le coréen, 0,53 % l'italien et 3,96 % une autre langue.
| 1920  | 1930  | 1940  | 1950   | 1960   | 1970   |
| ----- | ----- | ----- | ------ | ------ | ------ |
| 1 562 | 3 610 | 6 519 | 12 478 | 29 063 | 36 254 |

| 1980   | 1990   | 2000   | 2010   | - | - |
| ------ | ------ | ------ | ------ | - | - |
| 35 417 | 38 961 | 40 165 | 41 114 | - | - |

## Jumelages
Narita (Japon)